# Кордова (Меріленд)
Кордова (англ. Cordova) — переписна місцевість (CDP) в США, в окрузі Талбот штату Меріленд. Населення — 551 особа (2020).

## Географія
Кордова розташована за координатами 38°51′38″ пн. ш. 76°0′4″ зх. д. / 38.86056° пн. ш. 76.00111° зх. д. (38.860507, -76.001002).  За даними Бюро перепису населення США в 2010 році переписна місцевість мала площу 12,62 км², з яких 12,62 км² — суходіл та 0,00 км² — водойми.

## Демографія
Згідно з переписом 2010 року, у переписній місцевості мешкали 562 особи в 211 домогосподарстві у складі 161 родини. Густота населення становила 45 осіб/км².  Було 237 помешкань (19/км²).
Расовий склад населення:
| - 90,7 % — білих - 6,6 % — чорних або афроамериканців - 0,2 % — азіатів |

До двох чи більше рас належало 1,6 %. Частка іспаномовних становила 1,2 % від усіх жителів.
За віковим діапазоном населення розподілялося таким чином: 19,9 % — особи молодші 18 років, 67,5 % — особи у віці 18—64 років, 12,6 % — особи у віці 65 років та старші. Медіана віку мешканця становила 42,7 року. На 100 осіб жіночої статі у переписній місцевості припадало 103,6 чоловіків;  на 100 жінок у віці від 18 років та старших — 98,2 чоловіків також старших 18 років.
Середній дохід на одне домашнє господарство  становив 69 476 доларів США (медіана — 73 000), а середній дохід на одну сім'ю — 84 248 доларів (медіана — 92 500). За межею бідності перебувало 2,5 % осіб, у тому числі 0,0 % дітей у віці до 18 років та 10,9 % осіб у віці 65 років та старших.
Цивільне працевлаштоване населення становило 354 особи. Основні галузі зайнятості: освіта, охорона здоров'я та соціальна допомога — 25,4 %, публічна адміністрація — 12,4 %, будівництво — 11,3 %.